# ظهرة ابرد (حزم العدين)

تعديل مصدري - تعديل

ظهرة ابرد محلة تابعة لقرية الحبيل، التابعة لعزلة بني اسعد بمديرية حزم العدين إحدى مديريات محافظة إب في الجمهورية اليمنية، بلغ تعداد سكانها 38 حسب تعداد اليمن لعام 2004.